# ديفيد بومان
ديفيد بومان (بالإنجليزية: David Bowman)‏ هو لاعب كرة قدم بريطاني، ولد في 16 ديسمبر 1960 في سكاربورو في المملكة المتحدة. لعب مع نادي سكاربورو.